# Sites mégalithiques d'Ille-et-Vilaine
Le département d'Ille-et-Vilaine comporte toutes les formes de monuments mégalithiques. 

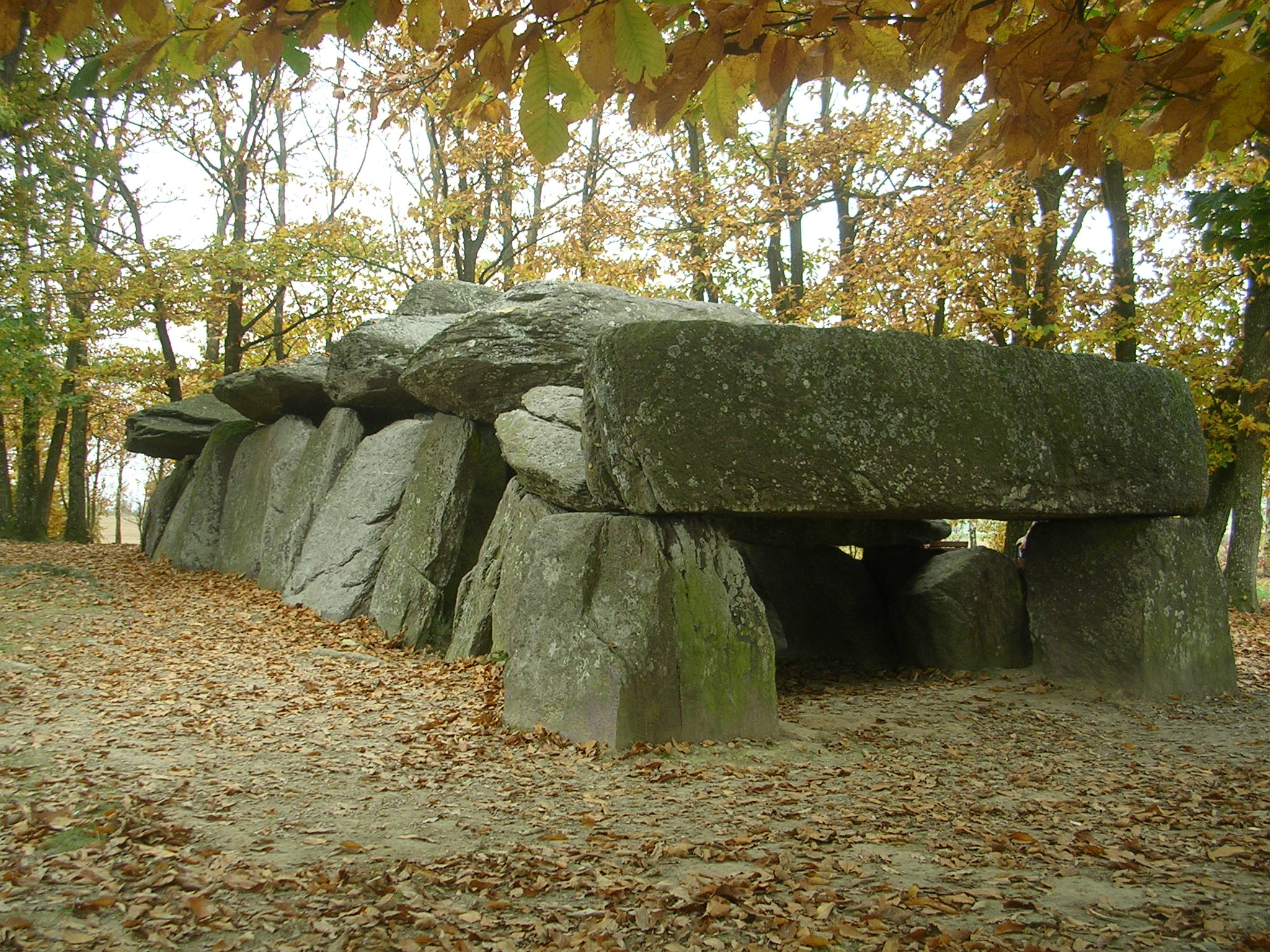
La Roche-aux-Fées, dolmen angevin typique.

## Répartition géographique
| \| Rennes Redon Fougères Vitré Saint-Malo Saint-Just Paimpont \| Carte des sites mégalithiques d'Ille-et-Vilaine. · : dolmen - : menhir - : autre site mégalithique |
| Rennes Redon Fougères Vitré Saint-Malo Saint-Just Paimpont |

Les sites mégalithiques sont principalement concentrés dans le nord et le sud du département. Le centre du territoire se distingue par une densité bien moindre. Seules quatre-vingt sept communes comportent un mégalithe dans leur circonscription. Le bassin de Rennes est vierge de toute construction. Cette répartition correspond peu ou prou à la localisation d'un type de roche :  la présence des mégalithes coïncide avec la proximité de roches dures dans le sous-sol. En l'absence de celles-ci, l'existence de constructions en bois ne peut pour autant pas être exclue.
Les menhirs sont répartis assez uniformément sur tout le territoire du département alors que les alignements se concentrent dans le sud. Cent-dix-neuf menhirs et vingt-neuf alignements y ont été recensés. Aucun de ces menhirs ne comporte de gravures mais les cupules y sont assez fréquentes. Parmi tous, les menhirs de Champ-Dolent à Dol et celui de la Pierre Longue à Cuguen se distinguent par leur hauteur et leur finition.
La répartition des trente-cinq dolmens ou allée couvertes du département est plutôt uniforme. La Roche-aux-Fées à Essé, la Maison des Fées à Tressé ou la sépulture mégalithique de Tréal à Saint-Just en sont les représentants les plus emblématiques.
Enfin, vingt-quatre enceintes mégalithiques, tumuli et tertres tumulaires complètent l'ensemble. Ils se caractérisent par une forte concentration dans le sud-ouest du département (Saint-Just, Sainte-Anne-sur-Vilaine, Langon, Sixt-sur-Aff). De forme plus souvent elliptique que trapézoïdale (sauf à Saint-Just), leur longueur ne dépassent pas les 20 m. Ils sont généralement entourés de gros blocs en quartz ou en schiste.
Selon L. Collin, la situation des monuments mégalithiques de l'est et du centre du département dépend beaucoup de la structure géologique du sol, il estime « que peu de monuments sont en matériaux différents de ceux du sous-sol sur lequel ils sont établis : les transports seront rares et lorsqu'ils existeront, ce seront toujours des transports à courte distance ».

## Inventaire
Comme dans tous les départements français, les mégalithes d'Ille-et-Vilaine n'ont pas échappé aux destructions du XIXe et XXe siècles. Seuls soixante-six mégalithes d’importance sont encore visibles.
| Monument                                              | Commune                 | Remarque                                   | Protection                   | Coordonnées                                                                   | Image                                     |
| ----------------------------------------------------- | ----------------------- | ------------------------------------------ | ---------------------------- | ----------------------------------------------------------------------------- | ----------------------------------------- |
| Enceinte de Trécouët                                  | Bains-sur-Oust          |                                            | ruinée                       |                                                                               |                                           |
| Menhirs de la Hardelière                              | Balazé                  | 4 menhirs,.                                | détruits en 1945             |                                                                               |                                           |
| Alignement de la Lande d'Audibon                      | La Bosse-de-Bretagne    |                                            | détruit                      |                                                                               |                                           |
| Menhirs de la Mancellière                             | La Bouëxière            |                                            |                              | 48° 10′ 43″ N, 1° 28′ 46″ O                                                   |                                           |
| Dent de Gargantua                                     | Bourg-des-Comptes       | autre nom La Pierre du Grand Tua           |                              | 47° 56′ 27″ N, 1° 44′ 17″ O                                                   |                                           |
| Les Pierres Blanches                                  | Bourg-des-Comptes       | alignement                                 | détruit                      |                                                                               |                                           |
| Menhir de La Nouette                                  | Breteil                 |                                            |                              | 48° 07′ 57″ N, 1° 55′ 53″ O                                                   |                                           |
| Pierre Longue                                         | Breteil                 | menhir                                     | détruit                      |                                                                               |                                           |
| Pierre de la Fontaine au Feu                          | Brie                    | menhir                                     | détruit                      |                                                                               |                                           |
| Menhir du Cas Rouge                                   | Bruz                    | Autre nom Pierre de Cahot                  |                              | 47° 59′ 54″ N, 1° 45′ 17″ O                                                   |                                           |
| Menhir du Val                                         | Campel                  |                                            |                              | 47° 56′ 18″ N, 2° 01′ 18″ O                                                   |                                           |
| Menhir de la Haute-Pierre                             | Champeaux               |                                            | Inscrit MH (1980)            | 48° 07′ 54″ N, 1° 17′ 53″ O                                                   |                                           |
| Tombeau du Prêtre                                     | La Chapelle-Erbrée      | dolmen                                     | ruiné                        |                                                                               |                                           |
| La Pierre Marie                                       | Chelun                  | menhir                                     | détruit                      |                                                                               |                                           |
| Allée couverte de Chevrot                             | Combourg                |                                            | ruinée                       | 48° 24′ 30″ N, 1° 42′ 33″ O                                                   |                                           |
| Menhirs de Landran                                    | Combourg                | 2 menhirs                                  | disparus                     |                                                                               |                                           |
| Pierre Longue                                         | Cuguen                  | autre nom Pierre Saint-Jaouan              | Classé MH (1889)             | 48° 25′ 12″ N, 1° 40′ 14″ O                                                   |                                           |
| Pierre de Bougettin                                   | Dingé                   | pierre à sculptures                        |                              | 48° 21′ 53″ N, 1° 43′ 47″ O                                                   |                                           |
| Menhir de Champ-Dolent                                | Dol-de-Bretagne         |                                            | Classé MH (1889)             | 48° 32′ 06″ N, 1° 44′ 21″ O                                                   |                                           |
| Menhirs de la Bédouannerie                            | Dourdain                |                                            | détruits                     |                                                                               |                                           |
| Pierres Grises                                        | Ercé-en-Lamée           | alignement                                 | détruit                      |                                                                               |                                           |
| Alignement du Bas Rocher                              | Ercé-près-Liffré        | 3 menhirs, 1 disparu                       |                              | 48° 15′ 44″ N, 1° 32′ 18″ O                                                   | Alignement du Bas Rocher                  |
| Pierre de la Chambre                                  | Ercé-près-Liffré        | menhir                                     | détruit                      |                                                                               |                                           |
| La Roche-aux-Fées                                     | Essé                    |                                            | Classé MH (1840)             | 47° 56′ 11″ N, 1° 24′ 17″ O                                                   |                                           |
| Alignement de la Bouaderie                            | Gosné                   |                                            |                              | 48° 14′ 24″ N, 1° 26′ 25″ O                                                   |                                           |
| Enceinte et alignement de la Nourais                  | Grand-Fougeray          | incertain                                  |                              |                                                                               |                                           |
| Menhir de Villeray                                    | Grand-Fougeray          | renversé                                   |                              |                                                                               |                                           |
| Menhirs du Moulin de la Chère                         | Grand-Fougeray          | 2 menhirs renversés                        |                              |                                                                               |                                           |
| Alignement de la Beaucelaie                           | Guipry-Messac           | 1 menhir subsistant                        |                              |                                                                               |                                           |
| Alignement de la Chevalerie                           | Guipry-Messac           |                                            |                              |                                                                               |                                           |
| Alignement de Mâlon-Fougères                          | Guipry-Messac           |                                            | détruit                      |                                                                               |                                           |
| Allée couverte des Grées                              | Guipry-Messac           |                                            | détruite en 1970             |                                                                               |                                           |
| Menhir de la Riochais                                 | Guipry-Messac           |                                            |                              | 47° 50′ 07″ N, 1° 46′ 11″ O                                                   |                                           |
| Menhirs des Grées                                     | Guipry-Messac           | alignement ?                               |                              | 47° 49′ 57″ N, 1° 48′ 29″ O                                                   |                                           |
| Alignement de menhirs de Bringuerault                 | Hédé-Bazouges           |                                            | Inscrit MH (1971)            | 48° 17′ 55″ N, 1° 45′ 38″ O                                                   |                                           |
| Tertre tumulaire de la Bézardière                     | Hédé-Bazouges           |                                            |                              | 48° 18′ 42″ N, 1° 47′ 14″ O                                                   |                                           |
| Pierre-Longue                                         | Iffendic                |                                            |                              | 48° 06′ 56″ N, 2° 01′ 22″ O                                                   |                                           |
| Menhirs de Montmuran                                  | Les Iffs                | 2 menhirs                                  |                              |                                                                               |                                           |
| Alignement de la Rimbergère                           | Janzé                   | 6 menhirs                                  | ruiné                        |                                                                               |                                           |
| Menhir des Bouillons                                  | Janzé                   | menhir déplacé et ré-employé               |                              | 47° 57′ 26″ N, 1° 29′ 22″ O emplacement d'origine 47° 57′ 33″ N, 1° 29′ 30″ O |                                           |
| Menhirs de la Métairie Neuve                          | Janzé                   | 3 menhirs                                  |                              | 47° 54′ 41″ N, 1° 29′ 42″ O                                                   |                                           |
| Pierre des Fées                                       | Janzé                   |                                            | Classé MH (1963)             | 47° 55′ 07″ N, 1° 32′ 33″ O                                                   |                                           |
| La Roche                                              | Janzé                   | menhir                                     |                              |                                                                               |                                           |
| Pierre-qui-Chôme                                      | Laillé                  | autre nom Gravier de Saint-Pierre          |                              | 47° 59′ 40″ N, 1° 44′ 08″ O                                                   |                                           |
| Menhir de Clairet                                     | Landavran               |                                            |                              | 48° 09′ 52″ N, 1° 17′ 28″ O                                                   |                                           |
| Cordon des Druides                                    | Landéan                 | alignement                                 | Classé MH (1946)             | 48° 23′ 27″ N, 1° 09′ 15″ O                                                   |                                           |
| Pierre Courcoulée                                     | Landéan                 | allée couverte                             | Classé MH (1946)             | 48° 23′ 41″ N, 1° 11′ 03″ O                                                   |                                           |
| Pierre du Trésor                                      | Landéan                 | dolmen                                     | Classé MH (1946)             | 48° 23′ 48″ N, 1° 09′ 35″ O                                                   |                                           |
| Pierre-Bise                                           | Langon                  | menhir                                     |                              |                                                                               |                                           |
| Pierre Daniel                                         | Langon                  | menhir renversé                            |                              | 47° 43′ 08″ N, 1° 52′ 49″ O                                                   |                                           |
| Les Demoiselles de Langon                             | Langon                  | alignement et tertres tumulaires           | Classé MH (1976)             | 47° 43′ 15″ N, 1° 51′ 16″ O                                                   | Les Demoiselles de Langon                 |
| Tertres tumulaires de la Gaudinais                    | Langon                  | 3 tumulis autre nom Les Pillons Garougnaux |                              | 47° 43′ 02″ N, 1° 51′ 55″ O                                                   | Tertres tumulaires de la Gaudinais        |
| Dolmen de la Daguinais                                | Liffré                  |                                            |                              | 48° 13′ 17″ N, 1° 27′ 46″ O                                                   | Dolmen de la Daguinais                    |
| Mégalithes du Carrefour de la Grande Lune             | Liffré                  | mégalithe incertain                        |                              | 48° 10′ 44″ N, 1° 35′ 03″ O                                                   | Mégalithes du Carrefour de la Grande Lune |
| Menhir des Brosses                                    | Liffré                  |                                            |                              | 48° 13′ 49″ N, 1° 30′ 52″ O                                                   | Menhir des Brosses                        |
| La Roche Piquée                                       | Livré-sur-Changeon      |                                            | Classé MH (1933)             | 48° 13′ 35″ N, 1° 23′ 47″ O                                                   |                                           |
| Menhirs du Mont-Belleux                               | Luitré-Dompierre        | 2 menhirs                                  | détruits                     |                                                                               |                                           |
| Menhir de l'Ansaudière                                | Martigné-Ferchaud       |                                            |                              |                                                                               |                                           |
| Menhir des Perrières                                  | Martigné-Ferchaud       |                                            | détruit                      |                                                                               |                                           |
| Pierre-Droite                                         | Maxent                  | menhir                                     |                              | 47° 56′ 52″ N, 2° 03′ 59″ O                                                   |                                           |
| Alignements de Lampouy                                | Médréac                 | 5 alignements                              | Classé MH (1929)             | 48° 17′ 37″ N, 2° 03′ 53″ O                                                   |                                           |
| La Roche Carrée                                       | Médréac                 | autre nom Menhir du Chénot                 | Classé MH (1929),            | 48° 17′ 26″ N, 2° 03′ 46″ O                                                   |                                           |
| La Roche Tombelle                                     | Médréac                 |                                            | disparu                      |                                                                               |                                           |
| Menhirs                                               | Meillac                 | 2 menhirs                                  | 1 disparu, 1 détruit         |                                                                               |                                           |
| Mégalithes de Boulais                                 | Melesse                 |                                            | détruits                     |                                                                               |                                           |
| Menhirs du Bas Couyet                                 | Melesse                 |                                            |                              | 48° 14′ 57″ N, 1° 40′ 22″ O                                                   |                                           |
| Four-ès-Feins                                         | Miniac-Morvan           | allée couverte                             | Classé MH (1965)             | 48° 29′ 54″ N, 1° 54′ 58″ O                                                   |                                           |
| Menhirs de la Landelle                                | Miniac-Morvan           | 2 menhirs                                  |                              | 48° 29′ 54″ N, 1° 55′ 15″ O                                                   |                                           |
| Les Roches du Diable                                  | Miniac-sous-Bécherel    | 2 menhirs                                  | Classé MH (1960)             | 48° 16′ 53″ N, 1° 55′ 35″ O                                                   |                                           |
| Ensemble mégalithique de La Harelle                   | Montfort-sur-Meu        | dolmen ou allée couverte ruinée            |                              | 48° 07′ 32″ N, 1° 56′ 29″ O                                                   |                                           |
| Menhir de Coulon                                      | Montfort-sur-Meu        |                                            | menhir mutilé                | 48° 07′ 44″ N, 1° 58′ 03″ O                                                   |                                           |
| Pierre Longue                                         | Noyal-sous-Bazouges     | autre nom Menhir de Landerosse             | Classé MH (1889)             | 48° 25′ 38″ N, 1° 36′ 17″ O                                                   |                                           |
| Pierre des Fées                                       | Monthault               | menhir                                     | détruit                      |                                                                               |                                           |
| Pierre du Diable                                      | Orgères                 | dolmen                                     |                              |                                                                               |                                           |
| Alignements de la Prise de Comper                     | Paimpont                | 2 alignements                              |                              | 48° 04′ 26″ N, 2° 10′ 08″ O                                                   |                                           |
| Coffre de la Guette                                   | Paimpont                | coffre funéraire                           |                              |                                                                               |                                           |
| Hotié de Viviane                                      | Paimpont                | autre nom Tombeau des Druides              |                              | 47° 59′ 59″ N, 2° 16′ 06″ O                                                   |                                           |
| Pierre Droite                                         | Paimpont                | 2 menhirs                                  |                              | 48° 04′ 25″ N, 2° 09′ 37″ O                                                   |                                           |
| Tombeau de la Duchesse d'Angoulême                    | Paimpont                | allée couverte                             |                              | 48° 03′ 59″ N, 2° 06′ 47″ O                                                   |                                           |
| Tombeau de Merlin                                     | Paimpont                | allée couverte                             | ruinée                       | 48° 04′ 40″ N, 2° 07′ 03″ O                                                   |                                           |
| Tombeau des Anglais                                   | Paimpont                | allée couverte                             | ruinée                       | 48° 04′ 59″ N, 2° 08′ 05″ O                                                   |                                           |
| Épaule du Diable                                      | Parigné                 | menhir renversé,                           |                              | 48° 26′ 13″ N, 1° 11′ 00″ O                                                   |                                           |
| Menhir du Plessis-Fabron                              | Pipriac                 | authenticité incertaine                    |                              | 47° 49′ 16″ N, 1° 54′ 14″ O                                                   | Menhir du Plessis-Fabron                  |
| Alignement des Meules                                 | Pléchâtel               |                                            | détruit                      |                                                                               |                                           |
| Menhir de la Hamonais                                 | Pléchâtel               |                                            | déplacé,                     |                                                                               |                                           |
| Pierre-Blanche                                        | Pléchâtel               |                                            | Inscrit MH (1980)            | 47° 52′ 16″ N, 1° 40′ 30″ O                                                   |                                           |
| Pierre Longue                                         | Pléchâtel               |                                            |                              | 47° 52′ 00″ N, 1° 40′ 23″ O                                                   |                                           |
| Roche Buquet                                          | Pleine-Fougères         |                                            |                              | 48° 32′ 11″ N, 1° 31′ 36″ O                                                   | Roche Buquet                              |
| Pierre du Domaine                                     | Plerguer                |                                            | Classé MH (1889)             | 48° 30′ 33″ N, 1° 48′ 50″ O                                                   |                                           |
| La Pierre Blanche                                     | Pocé-les-Bois           |                                            | Classé MH (1970)             | 48° 06′ 25″ N, 1° 14′ 01″ O                                                   | La Pierre Blanche                         |
| Menhir de Villaumur                                   | Pocé-les-Bois           |                                            |                              | 48° 07′ 43″ N, 1° 17′ 20″ O                                                   |                                           |
| Alignement du Bois de la Folie                        | Renac                   |                                            | Inscrit MH (2016)            | 47° 43′ 17″ N, 1° 58′ 07″ O                                                   |                                           |
| Menhirs de la Veillonnerie                            | Renac                   | 2 menhirs renversés                        |                              |                                                                               |                                           |
| Dolmen et menhir de Pierrelet                         | Retiers                 |                                            | dolmen ruiné, menhir détruit |                                                                               |                                           |
| Pierre de Richebourg                                  | Retiers                 |                                            |                              | 47° 52′ 57″ N, 1° 19′ 23″ O                                                   |                                           |
| Menhir des Basses Mardelles                           | Romillé                 | menhir renversé et brisé                   |                              |                                                                               |                                           |
| Menhirs de la Forêt de Haute-Sève                     | Saint-Aubin-du-Cormier  |                                            | Classé MH (1900)             | 48° 16′ 44″ N, 1° 29′ 01″ O                                                   |                                           |
| Les Roches-Hues                                       | Saint-Briac-sur-Mer     | alignement                                 | détruit                      |                                                                               |                                           |
| Menhir                                                | Saint-Briac-sur-Mer     |                                            | disparu                      |                                                                               |                                           |
| Champ des Tombes                                      | Saint-Broladre          |                                            | Inscrit MH (1966)            | 48° 34′ 27″ N, 1° 41′ 14″ O                                                   |                                           |
| Alignements des Anges                                 | Sainte-Anne-sur-Vilaine | 5 alignements,                             |                              |                                                                               |                                           |
| Menhirs du Perron des Heuzelles                       | Sainte-Anne-sur-Vilaine | 2 menhirs,                                 |                              |                                                                               |                                           |
| Tertres de Pont Louët                                 | Sainte-Anne-sur-Vilaine | 2 tertres tumulaires,                      |                              |                                                                               |                                           |
| Tertres tumulaires                                    | Sainte-Marie            |                                            |                              | 47° 43′ 06″ N, 2° 00′ 37″ O                                                   |                                           |
| Menhir                                                | Saint-Erblon            |                                            | détruit                      |                                                                               |                                           |
| Dolmen du Rocher Jacquot                              | Saint-Germain-en-Coglès | 2 allées couvertes                         | Classé MH (1921)             | 48° 23′ 29″ N, 1° 15′ 20″ O                                                   |                                           |
| Alignement de Bocadève                                | Saint-Just              |                                            |                              | 47° 45′ 48″ N, 2° 00′ 40″ O                                                   | Alignement de Bocadeve                    |
| Alignement de Bosné                                   | Saint-Just              | autre nom Menhirs des Pierres Chevêches    | Classé MH (1978)             | 47° 46′ 40″ N, 1° 57′ 55″ O                                                   |                                           |
| Alignements du Moulin                                 | Saint-Just              | 3 alignements                              | Classé MH (1978)             | 47° 45′ 53″ N, 1° 58′ 28″ O                                                   | Alignements du Moulin                     |
| Four Sarrazin                                         | Saint-Just              | autre nom Pierres Chevêches                | Classé MH (1975)             | 47° 45′ 56″ N, 1° 59′ 31″ O                                                   | Four Sarrazin                             |
| La Croix Saint-Pierre                                 | Saint-Just              | dolmens, tertre, sépulture                 |                              | 47° 45′ 56″ N, 1° 59′ 19″ O                                                   | Dolmen nord de la Croix Saint-Pierre      |
| Les Roches Piquées                                    | Saint-Just              | alignement autre nom Les Demoiselles       |                              | 47° 45′ 52″ N, 1° 58′ 58″ O                                                   |                                           |
| Le Tribunal                                           | Saint-Just              | enceinte mégalithique                      | Inscrit MH (1978)            | 47° 45′ 55″ N, 1° 59′ 23″ O                                                   |                                           |
| Menhirs du Bois du Rocher                             | Saint-Just              | 2 menhirs                                  |                              | 47° 46′ 00″ N, 1° 56′ 44″ O                                                   |                                           |
| Menhirs de la Lande de Parsac                         | Saint-Just              | 3 menhirs                                  |                              | 47° 45′ 16″ N, 2° 00′ 23″ O                                                   | Menhirs de la Lande de Parsac             |
| Menhirs de Poubreuil                                  | Saint-Just              | 4 menhirs                                  |                              |                                                                               |                                           |
| Menhirs de Sévéroué                                   | Saint-Just              | autre nom menhirs de la Roche-Mathelin     |                              | déplacés                                                                      | Un des menhirs de Séveroué                |
| Sépulture mégalithique de Tréal                       | Saint-Just              |                                            | Classé MH (1975)             | 47° 46′ 30″ N, 2° 00′ 20″ O                                                   |                                           |
| Tertres de la Croix Madame                            | Saint-Just              |                                            |                              | 47° 45′ 52″ N, 1° 58′ 06″ O                                                   | Tertres de la Croix Madame                |
| Tertres de la Lande de Gremel                         | Saint-Just              | 4 tertres,                                 |                              |                                                                               |                                           |
| Tumulus du Château Bû                                 | Saint-Just              |                                            | Classé MH (1975)             | 47° 45′ 54″ N, 1° 59′ 06″ O                                                   |                                           |
| Allée couverte du Moulin de la Roche-Plate            | Saint-Lunaire           |                                            |                              | 48° 37′ 48″ N, 2° 06′ 51″ O                                                   |                                           |
| Menhir du Petit Bouëxic                               | Saint-Malo-de-Phily     |                                            | détruit                      |                                                                               |                                           |
| Pierre Drette                                         | Saint-Malon-sur-Mel     | menhir                                     | détruit,                     |                                                                               |                                           |
| Roche Trébulente                                      | Saint-Malon-sur-Mel     | menhir                                     |                              | 48° 05′ 16″ N, 2° 07′ 27″ O                                                   |                                           |
| Roche Longue                                          | Saint-Marcan            |                                            |                              | 48° 35′ 13″ N, 1° 37′ 45″ O                                                   |                                           |
| Grande et Petite Pierres                              | Saint-Médard-sur-Ille   | 2 menhirs                                  | 1 détruit, 1 renversé        |                                                                               |                                           |
| Alignement des Pimerais                               | Saint-Senoux            |                                            | détruit                      |                                                                               |                                           |
| Menhir de la Boutinière                               | Saint-Senoux            |                                            | détruit                      |                                                                               |                                           |
| Menhir des Fossés,                                    | Saint-Senoux            | renversé                                   |                              |                                                                               |                                           |
| Dent de Gargantua                                     | Saint-Suliac            |                                            | Classé MH (1889)             | 48° 33′ 55″ N, 1° 57′ 14″ O                                                   |                                           |
| Gravier de Gargantua                                  | Saint-Suliac            | menhir                                     | disparu                      |                                                                               |                                           |
| Lit de Gargantua                                      | Saint-Suliac            | dolmen                                     | détruit                      |                                                                               |                                           |
| Pierre Couvretière                                    | Saint-Suliac            | allée couverte                             | détruite                     |                                                                               |                                           |
| La-Table-aux-Fées                                     | Saulnières              | menhir renversé                            |                              |                                                                               |                                           |
| Menhir du Champ de la Pierre et menhir du Champ Horel | Le Sel-de-Bretagne      |                                            | Classé MH (1945)             | 47° 53′ 56″ N, 1° 36′ 23″ O                                                   |                                           |
| Monuments mégalithiques                               | Sixt-sur-Aff            | menhirs et tumuli ruinés                   |                              |                                                                               |                                           |
| Menhir de la Roche au Diable                          | Sougéal                 |                                            |                              | 48° 30′ 16″ N, 1° 31′ 01″ O                                                   |                                           |
| Grès de Saint-Méen                                    | Talensac                | polissoir                                  | Classé MH (1926)             | 48° 06′ 42″ N, 1° 56′ 49″ O                                                   |                                           |
| Enceinte de Saint-Lyphard                             | Le Theil-de-Bretagne    |                                            |                              |                                                                               |                                           |
| Menhirs de la Motte-Robert                            | Le Theil-de-Bretagne    | 2 menhirs                                  |                              |                                                                               |                                           |
| Pierre de Rumfort                                     | Le Theil-de-Bretagne    |                                            |                              | 47° 54′ 11″ N, 1° 26′ 27″ O                                                   |                                           |
| Alignement de Saint-Lyphard                           | Thourie                 |                                            |                              |                                                                               |                                           |
| La Roche du Diable                                    | Tinténiac               | menhir                                     | disparu                      |                                                                               |                                           |
| Allée couverte de Pont-Perrin                         | Trans-la-Forêt          |                                            | ruinée                       |                                                                               |                                           |
| Menhir des Douères                                    | Trémeheuc               |                                            | déplacé                      | 48° 26′ 30″ N, 1° 42′ 21″ O                                                   |                                           |
| Menhir du Plessix                                     | Tresbœuf                |                                            | détruit                      |                                                                               |                                           |
| Maison des Fées                                       | Tressé                  | allée couverte                             | Classé MH (1889)             | 48° 29′ 04″ N, 1° 52′ 36″ O                                                   |                                           |
| Pierres de Vern                                       | Vern-sur-Seiche         | 2 dolmens                                  | détruits                     |                                                                               |                                           |
| Menhir de la Barre Canto                              | Vieux-Viel              |                                            |                              |                                                                               |                                           |
| Pierre-Fichée                                         | Vieux-Viel              |                                            |                              | 48° 29′ 49″ N, 1° 32′ 35″ O                                                   |                                           |
| Pierre-Ronde                                          | Vieux-Viel              | menhir                                     | détruit                      |                                                                               |                                           |